# Pediasia ramexita
Pediasia ramexita là một loài bướm đêm trong họ Crambidae.